# Тайков, Александр Владимирович
Александр Владимирович Тайков (бел. Аляксандр Уладзіміравіч Тайкоў; 9 марта 1970, Горький, СССР) — советский и белорусский футболист, выступал на позиции защитника.

## Клубная карьера
Окончил спортивный интернат в Ставрополе. Профессиональную карьеру начал в 1988 году в минском «Динамо», где и провёл большую часть своей карьеры, сыграв в 99 матчах. Сезон 1995/96 провёл в израильском «Маккаби» Герцлия. Карьеру завершил в «Хапоэле» Ашкелон, в котором провёл два сезона, сыграв в 42 матчах и забив один гол.

## Карьера за сборную
Дебют за сборную Беларуси состоялся 28 октября 1992 года против сборной Украины (первый официальный матч сборной). Всего за сборную провёл 13 матчей и забил один гол — 26 апреля 1995 открыл счёт в домашнем матче квалификации на ЧЕ 1996 со сборной Мальты (1:1).

## Достижения
- Финалист Кубка Федерации футбола СССР: 1989
- Чемпион Беларуси (5): 1992, 1992/1993, 1993/1994, 1994/1995, 1995
- Обладатель Кубка Беларуси: 1992, 1994
- Обладатель: Кубка сезона 1994

## Личная жизнь
По состоянию на август 2014 работал снабженцем в пиццерии, принадлежащей Радославу Орловскому.
По состоянию на январь 2022 года уже опять нигде не работал, злоупотреблял алкоголем и был неоднократно замечен в торговых центрах Минска выпрашивающим мелочь у посетителей.